# Cointet-element

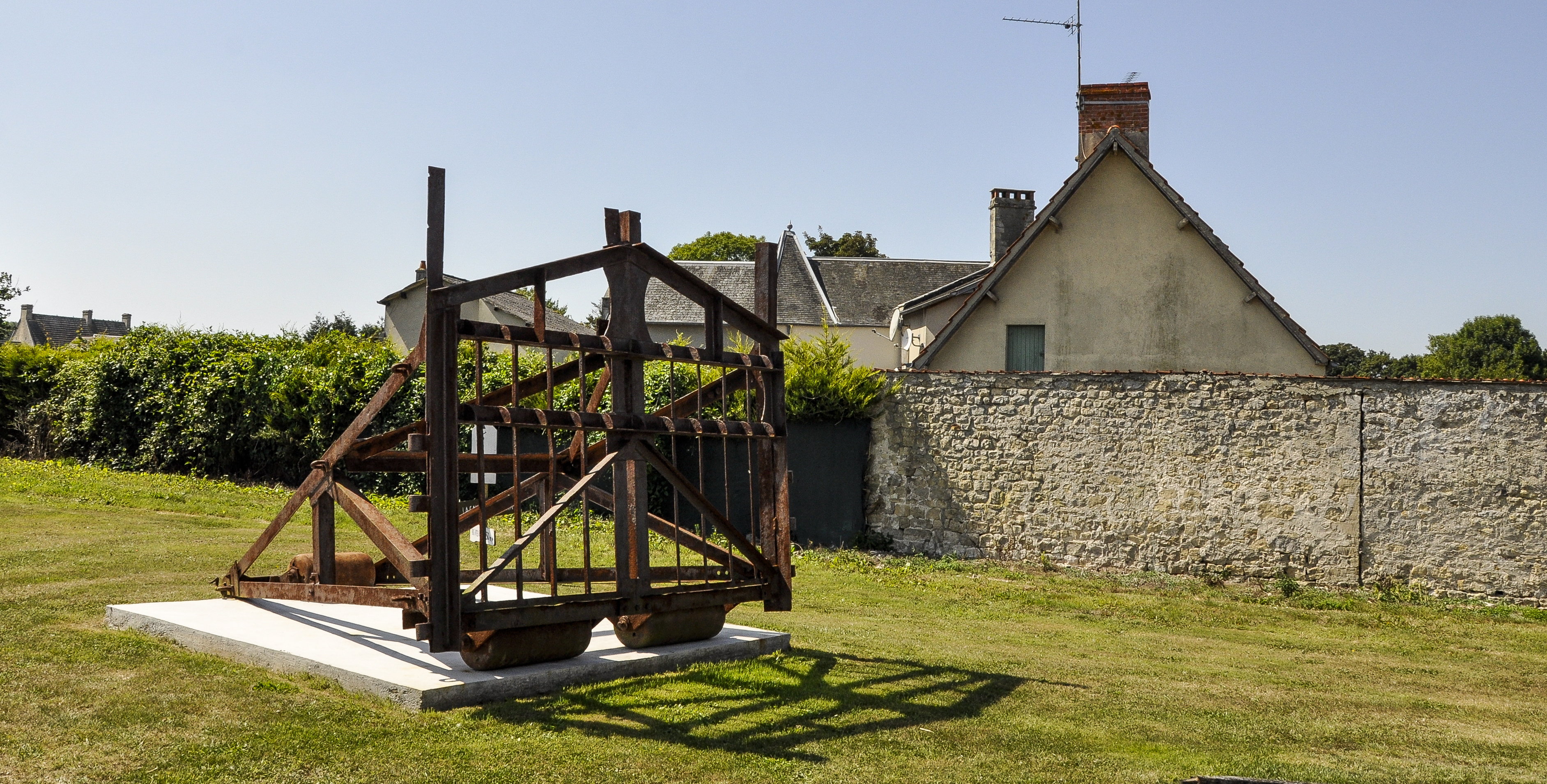
Cointet-element te Collevill-sur-Mer

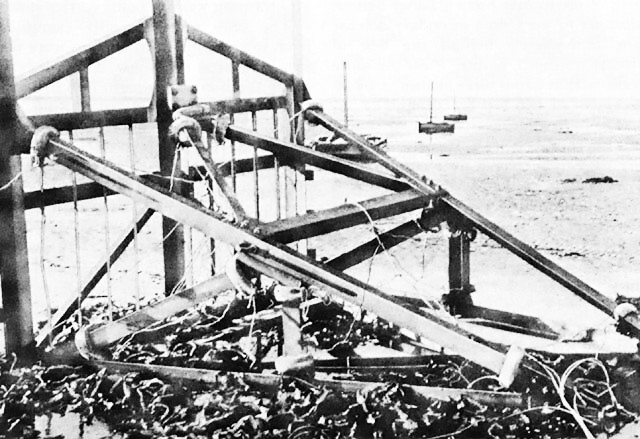
Een Cointet-element op een strand

Een Cointet-element, ook bekend als een Belgische poort (Engels: Belgian Gate) of C-element, was een zwaar stalen hek van circa 3 meter breed en 2 meter hoog, gemonteerd op rollers. Het was genoemd naar de Franse colonel Léon Edmond de Cointet (1870-1948) die er de uitvinder van was.
Het Cointet-element was het hoofdelement in de Belgische KW-stelling, een tankversperring die werd gebouwd tussen september 1939 en mei 1940. In totaal werden in opdracht van het Belgisch ministerie van Defensie 77.000 Cointet-elementen geproduceerd waarvan een groot aantal werd geplaatst op de KW-stelling tussen Koningshooikt en Waver. Na de Duitse invasie werden de Cointet-elementen door de Duitsers in Europa gebruikt als barricades op wegen, bruggen en op de Noordzeestranden. Bij de Duitsers stond het Cointet-element bekend als het C-element.